# Херсонський автобус
Херсонський автобус — автобусна система, яка почала працювати в Херсоні у 1927 році.

## Історія
29 вересня 1927 року з Москви до Херсону надійшли перші три автобуси марки «Язе», які були зібрані на заводі «Автопромторгу». Кожен автобус мав по 22 місця для сидіння та 6 стоячих місць. Вартість кожного автобуса складала 26 500 карбованців. До цього часу головним видом транспорту були лаковані екіпажі, фаетони з гасовими лампами-ліхтарями, які було запряжено кіньми. Користуватися таким транспортом могли лише заможні люди.
Автобуси курсували за трьома маршрутами:
- № 1 — з Військового форштадта через центр міста та Качельну вулицю до Фан-Юнгівського мосту на Сухарне;
- № 2 — від Олександрівської площі (нині — допоміжна школа № 2) через центр міста та порт до вокзалу та машинобудівного заводу;
- № 3 — від Зеленого ринку (порт) до залізничного вокзалу та машинобудівного заводу.

У 1961 році в міському автобусному паркові налічувалось 75 одиниць рухомого складу, кількість працівників АТП-21021 складала 300 осіб. Графік руху було прив'язано до робочих змін підприємств міста, автобуси працювали у дві зміни: з 06:00 до 07:00 години (для перевезення робочих), а з 07:00 до 22:00 (у святкові дні — з 08:00 до 00:00) здійснювали регулярні рейси. Державні номерні знаки херсонських автобусів мали серії ТЭ, ФШ, ЩЩ та були кивонані на жовтому тлі.

## Маршрути
У 1962 році в Херсоні діяло 13 маршрутів.
| Перелік автобусних маршрутів станом на 1962 рік | Перелік автобусних маршрутів станом на 1962 рік                  |
| №                                               | Маршрут руху                                                     |
| ----------------------------------------------- | ---------------------------------------------------------------- |
| 1                                               | Театральна площа — Завод склотари — Східне селище                |
| 2                                               | Театральна площа — Крекінг-завод — селище Зимівник               |
| 3                                               | Театральна площа — Сільськогосподарський інститут (Інтернат № 2) |
| 4                                               | Житлоселище — Забалка (пожежне депо)                             |
| 5                                               | Театральна площа — ХБК — ТЕЦ                                     |
| 6                                               | Театральна площа — Інтернат № 1 (Вулиця Ілюші Кулика)            |
| 7                                               | Театральна площа — селище Текстильників                          |
| 8                                               | Річпорт — Машинобудівний завод                                   |
| 9                                               | Річпорт — Центральний ринок                                      |
| 10                                              | Театральна площа — Північне селище                               |
| 11                                              | Житлоселище — Суднобудівний завод                                |
| 12                                              | Вокзал — Кузні — Цегляний завод                                  |
| 13                                              | ХБК — Театральна площа — Забалка                                 |

На базі АТП-16528 було створено комунальне підприємство «Херсонкомунтранссервіс». На балансі підприємства перебувало 270 одиниць рухомого складу автобусів Ikarus 260, Ikarus 280 та ЛіАЗ-677. Автопарк монопольно обслуговував всі міські автобусні маршрути Херсона.
Станом на початок 2020 року в Херсоні діяли 29 автобусних маршрутів.
| Перелік автобусних маршрутів міста Херсон | Перелік автобусних маршрутів міста Херсон                        |
| №                                         | Маршрут руху                                                     |
| ----------------------------------------- | ---------------------------------------------------------------- |
| 1                                         | смт Антонівка — Мікрорайон «Шуменський»                          |
| 2                                         | с. Геологів — Річковий порт                                      |
| 3                                         | СПТУ № 6 — Острів                                                |
| 4                                         | Силікатний завод — Вулиця Генерала Алмазова                      |
| 5                                         | Мікрорайон «Шуменський» — с. Кіндійка                            |
| 6                                         | 4-й Таврійський мікрорайон — Готель «Фрегат»                     |
| 7                                         | Мікрорайон «Текстильний» — Вулиця Чайковського                   |
| 8                                         | ТЕЦ — Острів                                                     |
| 9                                         | Річпорт — 2-й Таврійський мікрорайон                             |
| 10                                        | с. Степанівка — Річковий порт                                    |
| 12                                        | Залізничний вокзал — 2-й Таврійський мікрорайон                  |
| 14                                        | ТРЦ «Фабрика» — вулиця Ілюші Кулика — 2-й Таврійський мікрорайон |
| 15                                        | ТРЦ «Фабрика» — Мікрорайон «Шуменський»                          |
| 16                                        | 2-й Таврійський мікрорайон — Острів                              |
| 17                                        | Мікрорайон «Шуменський» — смт Антонівка                          |
| 18                                        | 2-й Таврійський мікрорайон — смт Кіндійка                        |
| 20                                        | Вулиця Генерала Алмазова — Острів                                |
| 24                                        | с. Степанівка — Фабрика «Красень»                                |
| 25                                        | Площа Дубинди — УкрНДІЗЗ                                         |
| 26                                        | Вулиця Безроднього — с. Текстильників                            |
| 27                                        | с. Степанівка — Поліклініка МСЧ ХБК                              |
| 28                                        | Цвинтар «Геологів» — «Красень»                                   |
| 29                                        | Нафтогавань — Мікрорайон «Шуменський»                            |
| 30                                        | смт Антонівка — 2-й Таврійський мікрорайон                       |
| 33К                                       | ХБК — смт Зеленівка                                              |
| 34                                        | Житлоселище — ТРЦ «Фабрика»                                      |
| 35                                        | ТРЦ «Фабрика» — Острів                                           |
| 37                                        | Мікрорайон «Шуменський» — ТРЦ «Фабрика»                          |
| 38                                        | Вулиця Генерала Алмазова — смт Кіндійка                          |
| 42                                        | Мікрорайон «Шуменський» — Острів                                 |
| 43                                        | Мікрорайон «Шуменський» — Площа В'ячеслава Чорновола             |
| 47                                        | 2-й Таврійський Мікрорайон — Забалка                             |
| 48                                        | ТЕЦ — Мікрорайон «Шуменський»                                    |
| 49                                        | Авторинок — вул. Генерала Алмазова — Річковий порт               |
| 50                                        | 2-й Таврійський мікрорайон — Молодіжний пляж                     |
| 101                                       | Аеропорт — Фабрика «Красень»                                     |

## Перевізники
Станом на початок 2020 року в Херсоні нараховувалося 8 перевізників. 
| Перевізники, що обслуговують автобусні маршрути  | Перевізники, що обслуговують автобусні маршрути |
| Підприємство                                     | Маршрути                                        |
| ------------------------------------------------ | ----------------------------------------------- |
| КП «Херсонський комунальний транспортний сервіс» | 2, 3, 4, 5, 6, 10, 14, 17, 24, 25               |
| ПАТ «Ремпобуттехніка-Херсон»                     | 12, 35, 47, 49                                  |
| ТОВ «Іскора»                                     | 43                                              |
| ТОВ «Корнет-Стиль»                               | 8, 9, 20, 48                                    |
| ПП «Союз-Авто»                                   | 7, 33К                                          |
| ПФ «МІС»                                         | 16, 29, 30, 101                                 |
| ФОП Самойленко В. М.                             | 34                                              |
| ФОП Присяжний А. В.                              | 38                                              |

## Рухомий склад

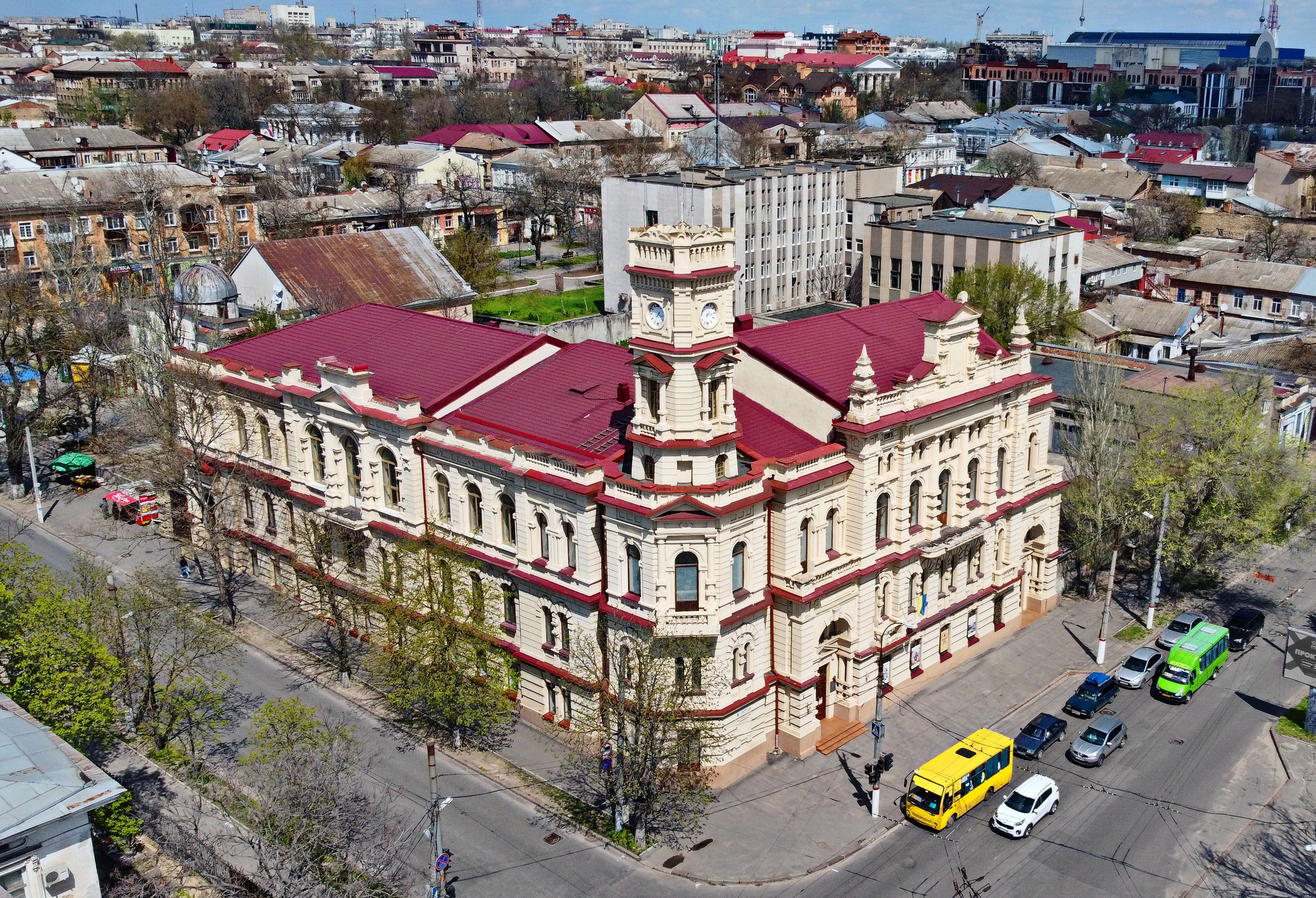
Автобуси біля будівлі колишньої Херсонської міської думи

Маршрути обслуговують приблизно 520—585 автобусів різних типів місткості:
- FIAT Ducato
- I-VAN A07A
- Iveco Daily, Iveco TurboDaily
- Mercedes-Benz O405, Mercedes-Benz O520 Cito, Mercedes-Benz Sprinter
- Vehixel O400 City
- Volkswagen LT35
- БАЗ 2215 «Дельфін», БАЗ-А079 «Еталон», БАЗ-А08110 «Волошка», БАЗ-А111 «Ромашка», БАЗ-А411 «Роксолана»
- Богдан А069, Богдан А091, Богдан А092, Богдан А201, Богдан А144
- ГАЗель
- ПАЗ-672, ПАЗ-3205
- Рута-18, Рута-19, Рута-20, Рута-22, Рута-25, Рута-43, Рута 44, Рута СПВ-15, Рута СПВ-16, Рута СПВ-17, Рута СПВ А048
- Стрий Авто А07562
- ТУР А049
- ХАЗ-3230 «Скіф», ХАЗ-3250
- ЧАЗ-А074 «Бархатець».